# Banda musicale del Corpo di polizia locale di Roma Capitale
La Banda musicale del Corpo di polizia locale di Roma Capitale è il corpo bandistico musicale ufficiale del Corpo di polizia locale di Roma Capitale.
La Banda musicale prende parte regolarmente alle celebrazioni ufficiali promosse da Roma Capitale, partecipando a cerimonie istituzionali, militari e religiose, manifestazioni civili, commemorazioni solenni. Oltre alle attività nella città di Roma, si esibisce anche in altre località italiane e in contesti internazionali. In occasione del 21 aprile, data in cui si celebra il Natale di Roma, la banda si esibisce tradizionalmente in Piazza del Campidoglio, con un programma musicale dedicato alla ricorrenza.

## Storia
La Banda musicale della Polizia Locale di Roma affonda le sue radici nel periodo immediatamente successivo all’Unità d’Italia. Il 15 ottobre 1870 la città di Roma istituì ufficialmente la Banda delle Guardie di Città, affidandone inizialmente la direzione al maestro Gaetano Mililotti, poi sostituito dal maestro Pezzini. Il 27 aprile 1885 la denominazione mutò in Banda delle Guardie Capitoline e la direzione passò al maestro Alessandro Vessella, musicista e teorico noto per il suo approccio riformatore. Egli trasformò la banda secondo criteri sinfonici moderni, rinnovò gli strumenti, riorganizzò la disposizione orchestrale e ampliò considerevolmente il repertorio, rendendo la banda uno dei complessi musicali più prestigiosi del tempo, abbandonando l’impostazione tradizionale e popolare dei concerti romani — dominati da marce, ballabili e potpourri melodrammatici — per avviarsi verso un repertorio sinfonico strutturato, comprendente musiche di Mozart, Wagner, Mendelssohn e altri grandi compositori europei.
Nonostante le iniziali reazioni ostili da parte del pubblico e della stampa, il sostegno dell’amministrazione comunale consentì alla banda di consolidare progressivamente il proprio profilo artistico. A partire dal 1886, con concerti regolari a piazza Colonna e al Pincio, il complesso si distinse per l’originalità delle trascrizioni e la qualità dell’esecuzione. Fu protagonista di importanti cerimonie pubbliche, tra cui l’inaugurazione del monumento a Pietro Metastasio (1886), la visita dell’imperatore Guglielmo II di Germania (1888), i funerali di Umberto I (1900), e il trigesimo per Giuseppe Verdi (1901). La banda si fece conoscere anche all’estero: nel 1894 intraprese una tournée in Germania, raccogliendo vasti consensi da parte della critica; nel 1903 si esibì per Edoardo VII nel castello di Windsor; e nel 1921 partecipò a una tournée in Spagna, riscuotendo nuovamente grande successo. Nel 1905 la Banda venne sciolta e nel 1906 fu ricostituita. In questo frangente temporale, parte dell’organico fu temporaneamente assorbito dall’orchestra municipale, nata su iniziativa dell’Accademia Nazionale di Santa Cecilia.
Nel 1918, dopo la Prima Guerra Mondiale, la Banda partecipò a una tournée in Francia con le bande degli alleati. Nel 1919 eseguì la prima esecuzione dell’Inno a Roma di Giacomo Puccini allo Stadio Nazionale, con oltre quattromila esecutori. In questo stesso periodo la banda collaborò con Ottorino Respighi per l’esecuzione del poema sinfonico I pini di Roma, che vide la sua prima assoluta il 14 dicembre 1924 presso il Teatro Augusteo di Roma. A febbraio 1926 fu nominato direttore Antonio D’Elia, al quale si devono importanti trascrizioni orchestrali e l’ampliamento del repertorio con capolavori sinfonici, che la banda eseguì in concerti rimasti significativi nella storia della musica bandistica italiana. Il 16 novembre successivo, a seguito della soppressione del Corpo delle Guardie di Città da parte del regime fascista, la banda venne smantellata e rimpiazzata dal Corpo musicale del Governatorato di Roma, abolito nel 1928.
La rinascita avvenne dopo la fine della Seconda Guerra Mondiale, quando nel 1946 il maestro Andrea Pirazzini, insieme al Corpo dei Vigili Urbani di Roma, avviò la riorganizzazione della compagine musicale. La nuova Banda musicale della Polizia Municipale di Roma tenne il suo primo concerto ufficiale il 17 luglio 1950 in Piazza del Campidoglio. Nel mese di settembre dello stesso anno, la Banda venne ufficialmente riconosciuta dall'Amministrazione Capitolina. Nel 1967 vengono pubblicati due vinili contenenti i brani più famosi del repertorio. Nei decenni successivi si avvicendarono alla direzione della banda i maestri Leone Santucci, Renato Di Biagio e Giuseppe Pagliuca (in qualità di direttore pro-tempore). Attraverso la delibera n. 1148 del 22 marzo 1983, la Banda fu inserita nell'organico del Corpo, regolamentata e ufficialmente istituita. 
Dal 1987 al 2022 la direzione fu affidata al maestro Nello Giovanni Maria Narduzzi, sotto il cui mandato il repertorio si è ampliato significativamente, includendo anche brani di musica contemporanea, jazz e colonne sonore, con l’intento di avvicinare un pubblico più ampio e diversificato. Nel 2005 viene adottata la celebre uniforme storica con pizzarda piumata, mantello rosso cremisi e nero e gradi alla manica. Il 10 giugno 2011 è stata introdotta la denominazione di Banda musicale del Corpo di Polizia “Roma Capitale”, quando il corpo di polizia ha assunto il nome di Polizia Locale di Roma Capitale in seguito alla soppressione della denominazione Comune di Roma e alla trasformazione dell’ente in Roma Capitale. Il 15 novembre dello stesso anno, anche la banda ha assunto la denominazione attuale di Banda musicale del Corpo di Polizia Locale di Roma Capitale.
Dal 26 ottobre 2022 la direzione del complesso è affidata al maestro Alberto Di Gianfelice.

## Repertorio
Il repertorio della Banda musicale del Corpo di Polizia Locale di Roma Capitale è ampio e diversificato, frutto di un’evoluzione avvenuta nel corso di oltre 150 anni di attività. Tradizionalmente incentrato su marce, inni e trascrizioni sinfoniche, il repertorio si è progressivamente ampliato per includere generi musicali eterogenei, rispondendo a esigenze cerimoniali, educative e artistiche

## Attività istituzionali e civili
La Banda musicale svolge un ruolo centrale nelle principali cerimonie civili, religiose e commemorative della città. Partecipa regolarmente agli eventi istituzionali promossi dall’Amministrazione comunale e dalle autorità cittadine, tra cui inaugurazioni, intitolazioni, anniversari e cerimonie ufficiali presso il Campidoglio.
La banda è parte integrante del corteo per il Natale di Roma, che si tiene ogni 21 aprile, accompagnando la rievocazione storica e concludendo l’evento con un concerto pubblico, spesso tenuto presso il Circo Massimo.
Il complesso musicale prende parte anche ad alcune tra le celebrazioni nazionali più significative, come quelle per la Festa della Repubblica e la Giornata dell’Unità Nazionale e delle Forze Armate, rappresentando la città nei momenti solenni con esecuzioni degli inni e delle marce ufficiali.
Oltre al calendario cerimoniale, la Banda svolge un’intensa attività nel tessuto urbano, esibendosi nei municipi, nelle piazze, nei teatri e nelle scuole. È spesso presente nelle manifestazioni promosse dai Municipi per la cittadinanza, durante le quali propone programmi accessibili e diversificati, pensati per coinvolgere il pubblico di ogni età.
Particolare attenzione è rivolta all’educazione musicale nelle scuole: in più occasioni il complesso ha organizzato concerti didattici presso gli istituti comprensivi della Capitale, illustrando agli studenti la storia degli strumenti a fiato e a percussione e coinvolgendoli nell’ascolto attivo durante le esibizioni.
Nel 2021, in occasione del Campionato europeo di calcio 2020, la Banda si è esibita presso il Football Village allestito in Piazza del Popolo, durante l’evento celebrativo della vittoria della Nazionale italiana, in collaborazione con la Banda musicale della Polizia di Stato.

## Esibizioni pubbliche e collaborazioni

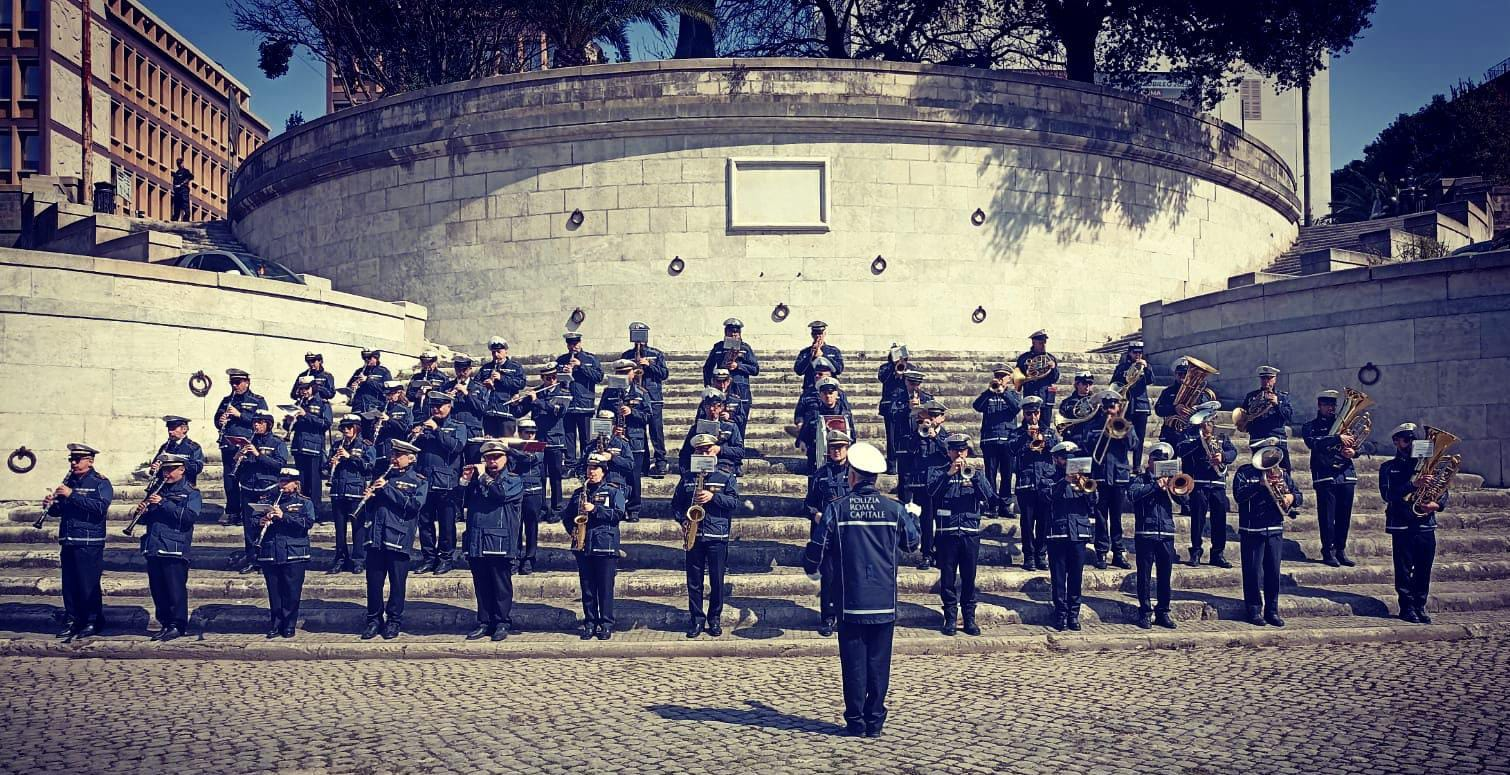
La Banda durante l'inaugurazione del Parco Fluviale Lungotevere delle navi, 2025

La Banda musicale del Corpo di Polizia Locale di Roma Capitale si è distinta negli anni per numerose partecipazioni a eventi pubblici, culturali e internazionali, spesso in collaborazione con altri complessi musicali istituzionali. Tra le principali esibizioni si ricordano:
- concerti nei quartieri e nelle piazze della Capitale, con repertori accessibili al grande pubblico, nell’ambito delle iniziative municipali e culturali promosse dal Comune di Roma;[10]
- partecipazione alla Festa della Musica (edizione del 2018) con un’esibizione pubblica in Piazza Damiano Sauli, promossa dal Municipio VIII in occasione dell’annuale appuntamento musicale europeo;[11]
- concerto-tributo a Ennio Morricone nel luglio 2021, diretto dal Maestro Andrea Monaldi nell’ambito della rassegna Lungo il Tevere… Roma, con esecuzione di colonne sonore celebri del compositore;[12]
- cerimonia della Festa nazionale svizzera (1º agosto 2012) presso l’Ambasciata di Svizzera a Roma, dove la Banda ha aperto l’evento eseguendo inni nazionali e repertorio istituzionale;[13]
- partecipazione al Festival internazionale della Torre Spasskaja (Mosca; edizione del 2015), una delle rassegne di musica militare più prestigiose al mondo, che si svolge ogni anno nella Piazza Rossa. La Banda ha rappresentato l’Italia in una delle edizioni del festival, eseguendo brani del proprio repertorio istituzionale e sinfonico davanti a un pubblico internazionale.[14]

## Organico
La Banda musicale è composta da:
- un maestro direttore;
- un maestro vicedirettore;
- 77 orchestrali.

Tutti i membri sono poliziotti locali, arruolati tramite concorsi pubblici per titoli ed esami, e provenienti dai Conservatori e Istituti superiori di studi musicali italiani.

### Direttori
La Banda musicale è attualmente diretta dal responsabile di sezione, maestro Alberto Di Gianfelice, in carica dal 26 ottobre 2022; il vicedirettore è il responsabile di reparto, maestro Andrea Monaldi. Di seguito, l'elenco dei maestri direttori.
| Incarico                      | Nome del direttore            | Periodo                     | Note |
| ----------------------------- | ----------------------------- | --------------------------- | --- |
| Maestro Direttore             | Gaetano Mililotti             | 15 ottobre 1870 – 18??      | Primo direttore della banda. |
| Maestro Direttore             | Francesco Pezzini             | 18?? – 1885                 | Subentrato a Mililotti nella direzione della banda nei primi anni successivi all’unità.                                                                                       |
| Maestro Direttore             | Alessandro Vessella           | 27 aprile 1885 – 1926       | Musicista e teorico innovatore, trasformò l’ensemble in una banda sinfonica moderna, ampliando organico e repertorio secondo le più aggiornate teorie bandistiche dell’epoca. |
| Maestro Direttore             | Antonio D'Elia                | 1926 – 1928                 | Autore di trascrizioni orchestrali di ampio respiro, fu responsabile della prima esecuzione de I pini di Roma di Ottorino Respighi con la banda, al Teatro Augusteo nel 1924. |
| Maestro Direttore             | Andrea Pirazzini              | 1946 – anni 1950            | Protagonista della rifondazione del complesso musicale nel dopoguerra, ne diresse il primo concerto ufficiale in Piazza del Campidoglio il 17 luglio 1950.                    |
| Maestro Direttore             | Leone Santucci                | 19?? – 19??                 | — |
| Maestro Direttore             | Renato Di Biagio              | 19?? – 19??                 | — |
| Maestro Direttore pro-tempore | Giuseppe Pagliuca             | 19?? – 1987                 | — |
| Maestro Direttore             | Nello Giovanni Maria Narduzzi | 1987 – 26 ottobre 2022      | Con lui la banda ha ampliato notevolmente il repertorio, includendo anche arrangiamenti di musica leggera, jazz, colonne sonore e brani contemporanei.                        |
| Maestro Direttore             | Alberto Di Gianfelice         | 26 ottobre 2022 – in carica | Direttore in carica, ha introdotto dal 2023 la Vecchia Marcia Militare come marcia d’ordinanza, in omaggio alla tradizione avviata da Vessella.                               |

## Marcia d'ordinanza
A partire dal 2023, il maestro direttore Alberto Di Gianfelice ha adottato ufficialmente come marcia d’ordinanza della Banda musicale la Vecchia Marcia Militare. Tale scelta rende omaggio al compositore e direttore Alessandro Vessella, autore della composizione e figura di riferimento nella storia del bandismo italiano, che diresse la Banda delle Guardie Capitoline — predecessore storico dell’attuale complesso — a partire dal 27 aprile 1885.